# Musée archéologique du Casentino Piero-Albertoni
Le musée archéologique du Casentino Piero-Albertoni, est situé dans le « Palazzo » Niccolini à Bibbiena en Toscane.
Le musée abrite, divisée en cinq salles (plus une sixième salle destinée aux expositions temporaires), une collection d'objets d'importance archéologique allant de la Préhistoire au Moyen Âge, trouvés au fil des ans dans la région du Casentino,,,.

## Le «Palazzo»  Niccolini
Le « Palazzo »  Niccolini, siège aussi de l'hôtel de ville, a été construit au-delà des murs médiévaux dans la première moitié du XVIIe siècle, probablement en 1645.

## Collections
La salle 1 est consacrée à la Préhistoire. Les vitrines présentent des restes fossiles de la faune villafranchienne (remontant à environ il y a 700 000 ans), constitués de la portion d'une squelette d'Elephas meridionalis et celle d'un Hippopotamus antiquus, ainsi qu'une série de moulures de crânes humains, à différents stades d'évolution physique, trouvés dans la région.
Dans les vitrines suivantes, on peut voir des objets en pierre allant du Paléolithique inférieur au Paléolithique moyen, du Paléolithique supérieur à l'âge du bronze.
Dans la salle 2 on peut voir les trouvailles qui témoignent de la première fréquentation des Étrusques du Casentino : Pratello, Serelli et Masseto.
La salle 3 est consacrée à la religiosité étrusque et en particulier au sanctuaire de Socana, avec la reconstitution de l'élévation et des décorations coroplastiques.
Toujours dans le domaine religieux, la salle 4 présente les trouvailles du grand lieux votif étrusque du Lago degli Idoli sur le mont Falterona, qui ont été récupérées entre 1972 et 2003-2007.
Dans la salle 5, on peut voir des témoignages de l'époque romaine, notamment des trouvailles liées à la production d'aliments avec une reconstruction partielle d'une partie de la ferme romaine de Domo. Il y a aussi des trouvailles appartenant à la fin de l'époque romaine, avec des preuves des invasions barbares.
La dernière salle, la 6, est enfin destinée aux expositions temporaires.